# アーロン・レヤ・イセカ
アーロン・レヤ・イセカ（Aaron Leya Iseka, 1997年11月15日 - ）は、ベルギー・ブリュッセル出身のサッカー選手。ブルガリアのCSKAソフィア所属。ポジションはフォワード。

## クラブ歴

### アンデルレヒト
RSCアンデルレヒトの下部組織出身。2014-15シーズンはUEFAユースリーグでチェルシーFCのドミニク・ソランケに次ぐ9ゴールを挙げた。
2014年12月3日、KRCメヘレンとのベルギー・カップ第7戦でデビューした。 2015年1月21日、準々決勝SVズルテ・ワレヘム戦第2戦で初ゴールを挙げた。2015年4月、クラブと最初のプロ契約を締結した。

### トゥールーズ
2018年6月29日、トゥールーズFCに4年契約で完全移籍。

### バーンズリーFC
2021年8月2日、バーンズリーFCに4年契約で完全移籍した。2021-22シーズンは公式戦37試合に出場して3得点を記録したが、チームはEFLリーグ1(イングランド3部)に降格し、その後はトルコのアダナスポル、トゥズラスポル、イスラエルのハポエル・ハデラにレンタル移籍した。

### OFIクレタ
2024年1月29日、OFIクレタに移籍した。

## 人物
ベルギー代表サッカー選手のミシー・バチュアイは実兄。ユース年代ではオスグッド・シュラッター病に苦しめられたが、克服した。